# Antonio Augusto Fontes
Antonio Augusto Sales Fontes (João Pessoa, 11 de abril de 1948) é um fotógrafo brasileiro, sendo considerado um dos profissionais mais atuantes da área desde a década de 1980.

## Carreira
Sales Fontes estudou engenharia na Universidade Federal da Paraíba (UFPB), João Pessoa, em 1968, mas não se formou.
De 1970 a 1973, residiu nos Estados Unidos, onde estudou fotografia, no New York Institute of Photography (NYIP), 1970; e antropologia e história da arte, no Manchester College, 1971. Fixou-se no Rio de Janeiro em 1974, e iniciou a carreira como fotógrafo profissional.
Na década seguinte, trabalhou para diversas revistas informativas, entre elas Veja, Exame e IstoÉ, antes de se decidir pela atuação independente no campo da fotografia documental, nos anos 1990. Entre 1975 e 1980, no Rio de Janeiro, foi consultor técnico do Arquivo Fotográfico do Centro de Pesquisa e Documentação da Fundação Getulio Vargas e do Arquivo Nacional.
Dedica-se também à fotografia de expressão pessoal.
"A grande força da fotografia é mais da poesia do que do documento".
Antonio Augusto Fontes

## Prêmios
- Prêmio Eugène Atget, promovido pela Air France, Prefeitura de Paris e Paris Audiovisuel, em 1984.[1][3]
- Prêmio Marc Ferrez de Fotografia, para o desenvolvimento do ensaio fotográfico Rio de Janeiro: um olhar cego sobre a cidade, em 1991.[1][3][6]
- Bolsa Vitae de Arte, em 1991.[1][3]

## Acervos
- Coleção Pirelli/Masp de Fotografias - São Paulo, SP
- Acervo MAM/RJ - Rio de Janeiro, RJ
- Coleção Joaquim Paiva - Brasília, DF

## Exposições
- 1979 - Rio de Janeiro, RJ - 1.ª Mostra de Fotografia, na Funarte. Galeria de Fotografia
- 1982 - Rio de Janeiro, RJ - Intuições em PxB, na Funarte
- 1983 - Rio de Janeiro, RJ - Intuições em PxB, na Funarte
- 1985 - Paris, França - Arix Air France, no Museu de Arte Moderna
- 1986 - Paris, França - Miroir Rebelle, Mois de la Photo
- 1988 - Rio de Janeiro, RJ - Brasil: Cenários e Personagens, na Funarte e no Min. das Relações Exteriores
- 1990 - Rio de Janeiro, RJ - Um Certo Brasil, no CCBB
- 1992 - São Paulo, SP - Assim É se lhe Parece, na Galeria Fotóptica
- 1992 - Rio de Janeiro, RJ - Assim É se lhe Parece, na Funarte. Galeria de Fotografia
- 1993 - São Paulo, SP - 3ª Coleção Pirelli/Masp de Fotografias, no Masp
- 1995 - Rio de Janeiro, RJ - A Partir do Invisível, na Finep
- 1995 - Rio de Janeiro, RJ - CCBB um Auto-Retrato, no CCBB
  - - Rio de Janeiro, RJ - Fotografia Brasileira Contemporânea, no CCBB
- 1997 - São Paulo, SP - Sertões, no Itaú Cultural
- 1998 - São Paulo, SP - Fronteiras, no Itaú Cultural
- 2000 - Belém, PA - 6.º Salão Unama de Pequenos Formatos, na Universidade da Amazônia. Galeria de Arte
- 2000 - Curitiba, PR - Brasil sem Fronteiras, no Centro Cultural Solar do Barão
  - - Recife, PE - Imagens de Fronteira, no Observatório Cultural Malakoff
- 2001 - Houston, Estados Unidos - Brasil sem Fronteiras, no Houston Center for Photography
  - - Pittsburg, Estados Unidos - Brasil sem Fronteiras, no Silver Eye Center for Photography
- 2002 - São Paulo, SP - Visões e Alumbramentos: fotografia contemp. Brasileira coleção Joaquim Paiva
- 2025 - Rio de Janeiro, RJ - "Assim é se lhe Parece" Galeria da Gávea